# Музей самарского футбола
Музей-центр самарского футбола — первый в России общественный музей футбола. находиится в Самаре.

## История
Музей создан в октябре 2007 года в Самаре в отдельном крыле здания Самарского спортивного лицея (Волжский проспект, 49) поэтом и телеведущим Сергеем Лейбградом и председателем общественной организации болельщиков «Волжский бастион» Александром Чернышевым. С 1 октября 2014 года музей располагается в цокольном этаже объекта культурного наследия по адресу: улица Молодогвардейская, 148 (рядом с площадью имени Куйбышева).
Какой бы не творился произвол, футбол в Самаре больше, чем футболСергей Лейбград
Помещение для музея выделено администрацией городского округа Самара. Музей-центр имеет оригинальный дизайн: помимо традиционной музейной экспозиции в нем представлены фрагменты футбольного стадиона, ворота, искусственный газон, живописные и фотографические художественные работы, а также инсталляции на футбольные темы.
Церемония открытия музея самарского футбола состояла из мероприятий с участием ветеранов футбольного клуба «Крылья Советов» и юных футболистов (апрель-май 2008 года), с участием главного в то время тренера команды Леонида Слуцкого и действующих игроков «Крыльев» (июль 2008 года), с участием бывшего главного тренера команды Г. Гаджиева, игроков А. Цыганкова, А. Гусина и А. Макарова (август 2008 года).
28 марта 2010 года в музее самарского футбола прошло символическое посвящение 19 новичков клуба во главе с новым главным тренером «Крыльев» Юрием Газзаевым.
15 ноября 2009 года Музей-центр самарского футбола стал лауреатом-финалистом Поволжского конкурса «Культурный герой года» (по итогам международного сотрудничества и оригинальной деятельности в сфере культуры в 2008—2009 годах) в номинации «Открытие года».

## Экспонаты
Бо́льшая часть экспозиции музея посвящена футбольному клубу «Крылья Советов» (основан в 1942 году). Самарский футбол, 100-летие которого отмечалось в течение всего 2011 года, представлен в музее и историей других региональных команд: куйбышевских «Металлурга», «Локомотива», «Динамо», тольяттинской «Лады», самарского «Юнита», «Сызрани-2003» и Академии футбола имени Юрия Коноплёва из Тольятти. Экспонаты и оборудование для музея были подарены либо пожертвованы многочисленными болельщиками ФК «Крылья Советов», ветеранами, тренерами и действующими игроками региональных команд, а также ряда зарубежных клубов и клубов российской премьер-лиги, первой и второй лиг.
Среди экспонатов — личные вещи создателя «Крыльев» Александра Абрамова, бутсы заслуженных мастеров спорта СССР Виктора Карпова и Галимзяна Хусаинова, футбольная майка игрока «Крыльев» начала 1960-х годов Анатолия Кикина, форма первого «легионера» в истории советского футбола болгарина Теньо Минчева, бутсы и спортивная форма Мэттью Бута, Яна Коллера, Андрея Тихонова, Зураба Циклаури, Андрея Каряки, Александра Анюкова, Нериуса Барасы, Виктора Булатова, Патрика Овие, Рожерио Гаушу, Евгения Бушманова, Андрея Гусина, Антона Бобра, Омари Тетрадзе, Марко Топича, Эдуардо Лобоса и многих других бывших и действующих футболистов, арбитров и тренеров, значки, юбилейные медали, билеты, бейджы, программки (с 1946 года по настоящее время), документы, кубки, афиши, вымпелы (с 1943 г. по настоящее время), справочники (1954—2009 гг.), книги, постеры, фотографии, футбольные мячи с автографами игроков и тренеров разных десятилетий, газеты, символические игрушки, болельщицкая атрибутика за полвека, вымпелы, альбомы и буклеты с автографами знаменитых игроков «Крыльев», а также легенд футбола Пеле, Льва Яшина, Гуса Хиддинка, Луи ван Гала, Дика Адвокаата, Олега Блохина, Вагиза Хидиятуллина, сувениры, личные вещи, письма, награды, грамоты и дипломы Бориса Казакова, Виктора Карпова, Галимзяна Хусаинова, Виктора Кирша, Геннадия Сарычева, Геннадия Платонова, Анатолия Фетисова, Евгения Гецко, Валерьяна Панфилова, Вячеслава Попова, Александра Бабанова, Сергея Марушко, Сергея Макеева, Андрея Резанцева, Луиса Куллена, вратарские перчатки Александра Макарова, бронзовая медаль сезона 2004 года (подарок Гаджи Гаджиева), работы фотохудожника Юрия Стрельца, графика Юрия Воскобойникова и Александра Соколова и мн. др.

## Экскурсии
В общественном музее-центре самарского футбола проводятся платные и бесплатные экскурсии для самарцев и туристов, а также действует постоянный штаб футбольных болельщиков — членов общественного совета болельщиков ФК «Крылья Советов» — и регулярно проходят встречи, «круглые столы», конференции и просмотры футбольных матчей и исторических кино- и видеоматериалов.
Об экспозиции музея самарского футбола болельщикам всей страны рассказывали телеканалы «Россия», «Россия 2», НТВ, многие региональные теле- и радиокомпании, федеральные и областные издания. На самарском телеканале «Губерния» с апреля 2011 года выходит цикл документальных фильмов «Музей самарского футбола».